# Johanneskirche (Darmstadt)

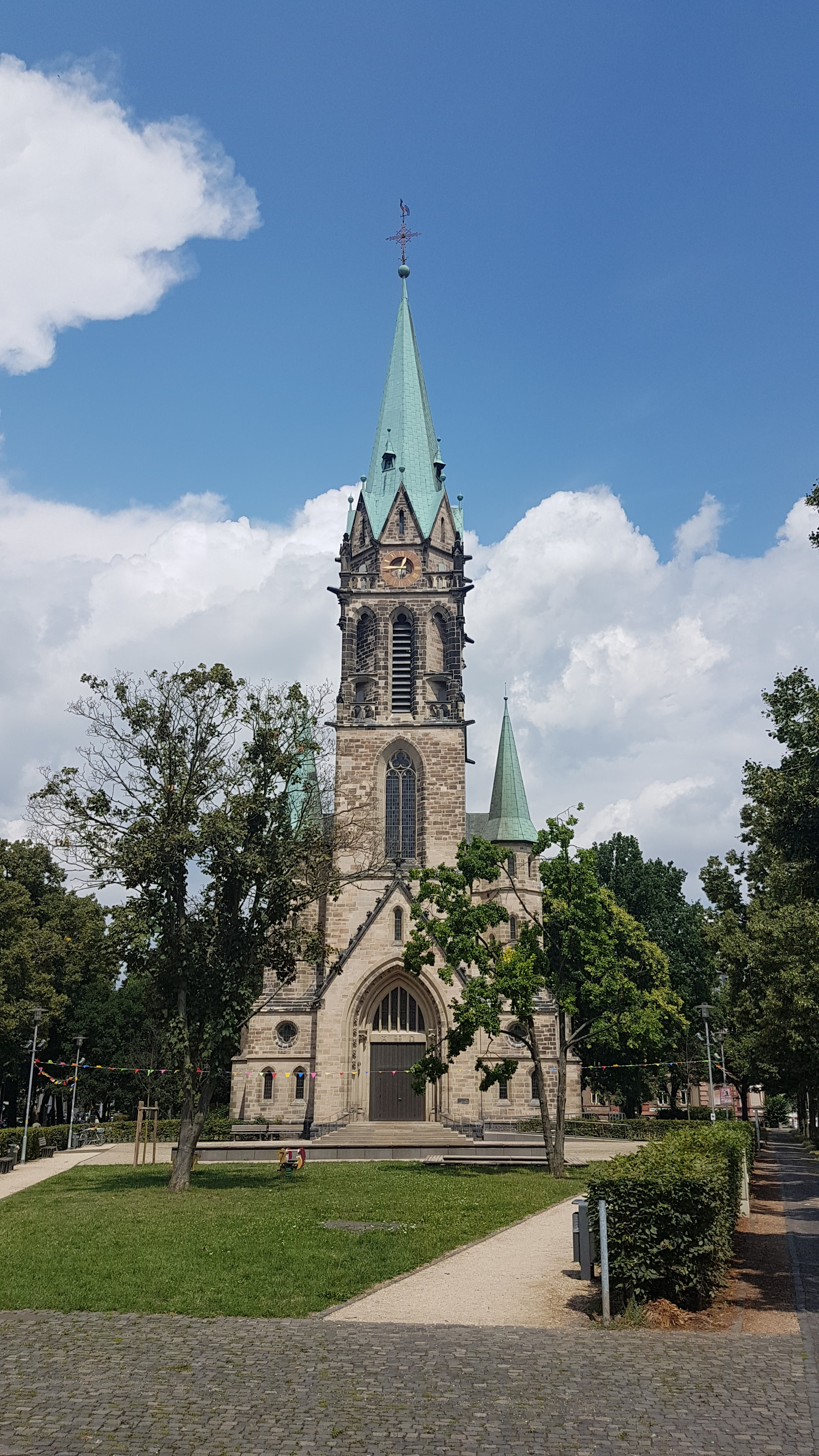
Johanneskirche mit Johannesplatz

Die Johanneskirche ist eine evangelische Kirche in Darmstadt, die Ende des 19. Jahrhunderts entstand und nach Kriegszerstörung im Zweiten Weltkrieg wieder aufgebaut wurde.

## Geschichte
Das neugotische Gotteshaus wurde nach Plänen des Münchener Architekten Heinrich von Schmidt unter Leitung des Kirchenbaumeisters Karl Schwartze für die neu gegründete Johannesgemeinde errichtet und 1894 eingeweiht.
Mehrere Luftangriffe am Ende des Zweiten Weltkriegs in den Jahren 1943/44 zerstörten das Kirchengebäude weitgehend, es brannte vollständig aus.
Im Jahre 1952 wurde die Johanneskirche, mit der finanziellen Unterstützung einer Schwestergemeinde aus den USA (der „Chevy Chase Presbyterian Church“ zu Washington), unter Leitung von Oberbaurat Karl Schaefer wieder aufgebaut. Viele der neugotischen Einzelheiten des Bauwerks konnten jedoch nicht rekonstruiert werden. Der Innenraum der Kirche erhielt daher eine einfache und schlichte Raumwirkung. Diebe stahlen die für die Dachdeckung vorgesehenen Schieferplatten beim Wiederaufbau, weshalb das Dach lange Zeit mit einfachen Ziegeln gedeckt war. Im Jahre 2001 wurde das Dach erneuert und dabei originalgetreu mit ungleich großen, schwarzen Schieferplatten gedeckt.

## Ausstattungen
In der Johanneskirche befinden sich seit 1957 die „Schwarzbeck-Figuren“ von Fritz Schwarzbeck.
Die Kirche verfügt über eine Orgel des Orgelbauers Georg Friedrich Steinmeyer aus Oettingen in Bayern, die beim Wiederaufbau im Jahr 1952 installiert wurde. Sie wird neben den Gottesdiensten auch zu Konzerten genutzt.

## Glocken
Im 61 Meter hohen Glockenturm der Johanneskirche hängt ein vierstimmiges Geläut, das aus dem Baujahr der Kirche erhalten geblieben ist. Diese vier Bronze-Glocken goss Meister Andreas Hamm aus Frankenthal im Jahr 1894 in leichte Rippen. Nach der Beschlagnahme der Kirchenglocken im Zweiten Weltkrieg als Metallspende des deutschen Volkes wurden sie nach dem Transport in Hamburg zwischengelagert. Sie blieben jedoch erhalten und konnten 1951 nach Darmstadt zurückgeführt werden.
| Nr. | Name           | Nominal | Gewicht in kg | Durchmesser in cm |
| --- | -------------- | ------- | ------------- | ----------------- |
| 1   | Festtagsglocke | h0      | 2125          | 160               |
| 2   | Totenglocke    | cis1    | 1500          | 140               |
| 3   | Sonntagsglocke | dis1    | 1050          | 130               |
| 4   | Betglocke      | fis1    | 630           | 105               |

## Namensgeber
Die Johanneskirche gab dem heutigen Johannesviertel – das ursprünglich nach seinem Erbauer Heinrich Blumenthal „Blumenthalviertel“ hieß – seinen Namen.
2010 und 2011 wurde der Platz, der zu Beginn des 20. Jahrhunderts Wilhelmplatz genannt wurde, vor dem Haupteingang der Johanneskirche erneuert und in „Johannesplatz“ umbenannt. Damit verschwand die Platzgestaltung aus den 1970er Jahren.